# Guy Lapébie
Guy Lapébie (n. 28 noiembrie 1916, Saint-Geours-de-Maremne, Aquitaine, Franța – d. 8 martie 2010, Saint-Gaudens, Midi-Pyrénées, Franța) a fost un ciclist de performanță francez, medaliat olimpic. A participat la o ediție a Jocurilor Olimpice (1936) în care a câștigat două medalii de aur și o medalie de argint.